# Carlos Morla Lynch
Carlos Morla Lynch (París, 1885 o 20 de octubre de 1888-Madrid, 15 de enero de 1969) fue un músico aficionado, escritor y diplomático chileno conservador y nacionalista, famoso por haber estado destinado en Madrid durante la Segunda República y la guerra civil española y haber dejado unas memorias y un libro sobre su amistad con el poeta Federico García Lorca.

## Biografía

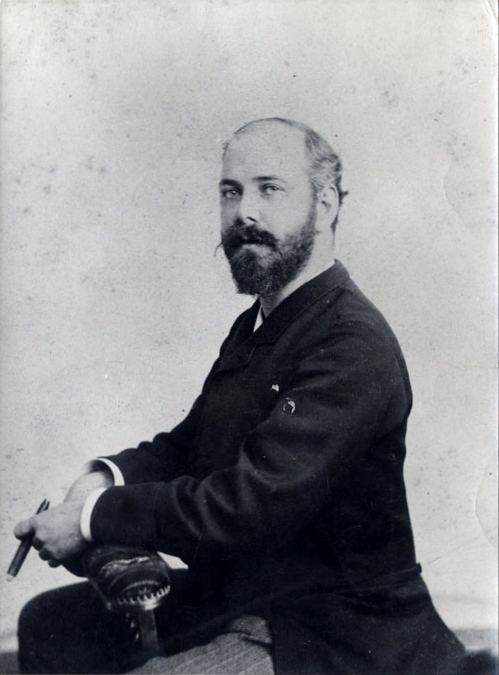
El padre, Carlos Morla Vicuña

Fue el único varón de los 6 hijos del diplomático, político y escritor Carlos Morla Vicuña —quien de nacimiento se llamaba Carlos Vicuña Zaldívar (1846-1900) y que adoptó Morla, anagrama de moral, a los 16 años y lo legalizó como apellido a los 21— y de la escritora feminista, socialité y periodista Luisa Lynch (1864 - 1937). Sus hermanas fueron Nicolasa, Ximena (Vera), Carmen (Nadinko), ambas escritoras, Paz y Wanda; como él, todas nacieron en París, salvo la última, que vio la luz en Washington D. C.. La madrina de Carlos fue la famosa mecenas Eugenia Huici de Errázuriz, quien se convirtió en uno de los seres que más contaron en su vida. "Su proverbial belleza, elegancia, su buen gusto legendario, creador siempre de conceptos nuevos, y su ascendiente en todas las evoluciones del arte, ejercieron desde mi infancia, a la manera de un hechizo, una extraordinaria influencia sobre mí", recordaría más tarde Morla Lynch.
Acompañó a la familia en los destinos de su padre, primero en Europa y después en Argentina, Uruguay, Estados Unidos, Japón y nuevamente EE. UU., donde este muere en Búfalo cuando preparaba el pabellón que Chile presentaría en la Exposición Universal que debía celebrarse en esa ciudad. Luisa Lynch, viuda, regresó entonces en 1901 a París, donde tenía sus amistades, y al año siguiente —influida al menos en parte por los consejos de Alberto Blest Gana, de cuya hija Blanca era íntima amiga—, retornó a Chile con sus hijos, quienes gracias a su vida itinerante y a la educación con institutrices habían adquirido una amplia cultura. No asistieron regularmente a colegios, aunque, según Sergio Macías, Carlos sí lo hizo en los últimos dos destinos de su padre: Japón y Estados Unidos. Además, Morla Lynch recordará más tarde, en 1910, una experiencia traumática que tuvo en Inglaterra: "Cuando yo era pequeñito, mis padres me recluyeron en un convento inglés, cerca de Londres. Tenía el corazón sensible y pasé la temporada más amarga que es dable imaginar, acongojado, triste y lloroso. Los muchachitos londinense reíanse de mí, de mis trajes de terciopelo y de mis sombreros mosqueteriles. Mi madre no aprendió jamás a vestirme como hombrecito y, al desnudarme la primera noche en el dormitorio del colegio, fue grande la alharaca ante la aparición de mi camisa de hilo, con encajes y cintitas en los hombros. Invadido de nostalgia y de pena ante la broma de estos diablillos, me escapaba a la capilla... En la penumbra me acurrucaba a los pies de la efigie (un santo y el niño Dios) y, en silencio, con las lágrimas que corrían por mis mejillas, confiábales mis cuitas infantiles".
La música formó parte de su niñez y cuando la familia, ya sin el padre, regresó a la Ciudad Luz, el adolescente Carlos quiso quedarse allí estudiando música y no regresar a Chile, pero su madre se opuso. Morla Lynch tocaba el piano y componía; más tarde, musicalizaría algunos poemas de sus amigos.

### En Chile

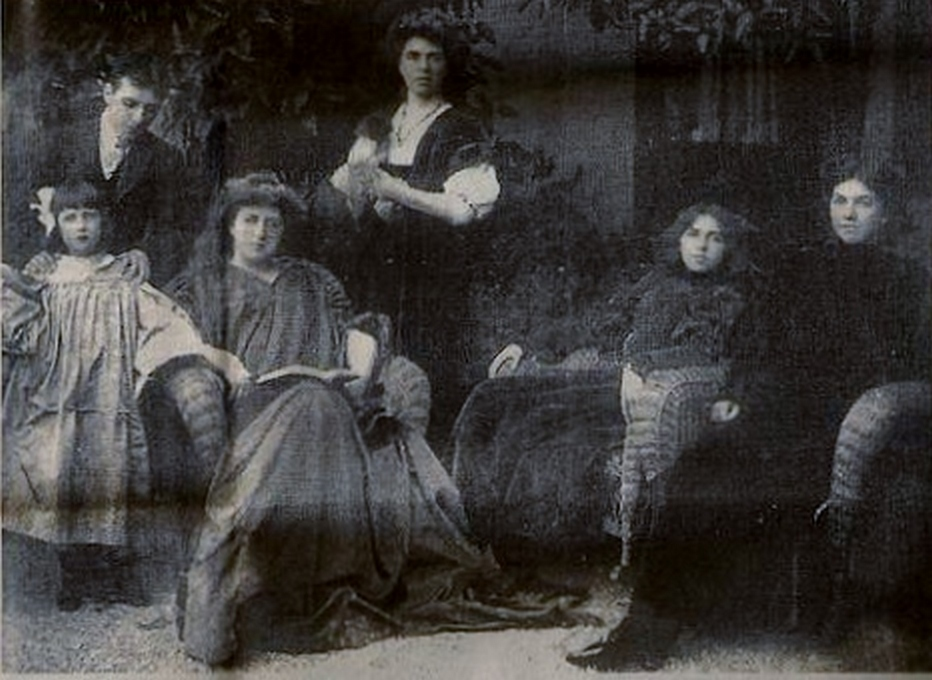
Luisa Lynch con sus hijos Wanda, Carlos, Carmen, Ximena y Paz

Luisa Lynch compró en Santiago, en 1903, una casa estilo Tudor, ubicada en la Alameda 224, donde se instaló con los niños, cuatro adolescentes —Carlos, Ximena, Carmen y Paz— y la pequeña Wanda (Nikolasa, la mayor, había muerto siendo niña). Esa mansión se convirtió en lugar de reunión de artistas, escritores y otros intelectuales.
En 1906 Carlos ingresó en el Ministerio de Exteriores, donde realizó trabajos secundarios, primero anunciando a las personas que iban a ver al ministro —especie de "portero educado" calificó esta labor el propio Morla Lynch—, luego en la Oficina de Partes; en 1910 empezó a trabajar como introductor de diplomáticos, cargo al que renunció en 1915 debido a su bajo sueldo. Tres años antes había contraído matrimonio con María Manuela Vicuña Herboso, más conocida como Bebé Vicuña (1892-1961), había nacido su hijo Carlos (1913-1982) y su matrimonio "le exigía un tren de gastos superior al que tenían cuando era un joven soltero que vivía junto a su madre".
No está claro qué hizo cuando abandonó Exteriores; solo se sabe que en 1919 La Nación le publicó, con el seudónimo de Almor (anagrama de Morla), como artículos partes de su Diario en el que narraba el mundo del Ministerio durante 1910, cuando fue introductor de diplomáticos en los festejos del centenario de la Independencia de Chile.
Se reintegró a la carrera diplomática a fines de 1920, después de que Arturo Alessandri resultara elegido presidente. Quizá los vínculos que tenían las Morla con Alessandri, a quien habían conocido en 1907, influyera en el nombramiento de Carlos como primer secretario de embajada chilena en París. La pareja estaba ansiosa por salir al extranjero, en parte para alejarse del lugar donde habían perdido a su primera hija, Verónica, de 4 años de edad.

### Trayectoria diplomática

Bebé Vicuña de Morla en Somo, Santander, 1929

Carlos Morla se embarcó rumbo a Francia en mayo de 1921. Ya a fines de ese año, asumió temporalmente como encargado de Negocios, después de que Maximiliano Ibáñez renunciara a su cargo; en 1922 llegó el nuevo ministro plenipotenciario, Arturo Alemparte, con quien trabajó hasta ser destinado a España. 
En París, Morla y su esposa Bebé tuvieron durante ocho años un salón donde recibían a intelectuales franceses y extranjeros: eran amigos de escritores como Jean Cocteau), músicos (Darius Milhaud), pintores y coleccionistas de arte. "Adoraban esa ciudad[...] Participaban en la vida artística, asistían a los estrenos de Falla, de Stravinski, de los ballets rusos, iban a los vernissages de Picasso y de Foujita, y su traslado les disgustó profundamente", según Andrés Trapiello.
Poco antes de abandonar París, falleció de una difteria la segunda hija de la pareja, Colomba, tragedia sobre la que Alemparte informó al ministro de Exteriores de la época, Conrado Ríos Gallardo. Morla entonces llegó a pensar en jubilar y regresar a Santiago, pero, después de consultar al Ministerio, desistió al ver la pequeña pensión que recibiría.

#### España

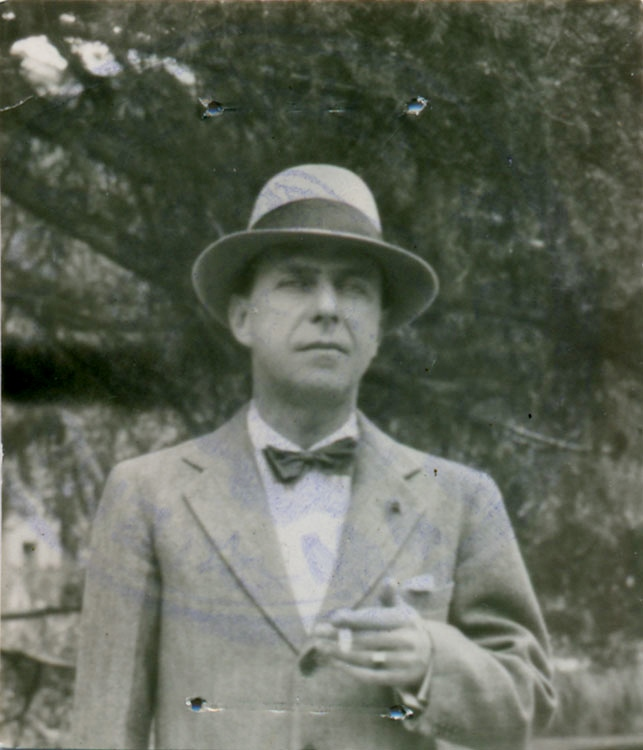
En Madrid, el 25 de septiembre de 1934

Llegó a Madrid en 1928 cuando era embajador el periodista, escritor y político Emilio Rodríguez Mendoza (1873-1960). No congeniaron y Morla tuvo problemas con su jefe hasta tal punto que este, al terminar su misión, envió un duro informe sobre su subalterno. Morla Lych, aseguraba, no prestó "en ningún momento colaboración alguna", fue un "mal funcionario" que demostró "absoluta incapacidad para todo trabajo metódico, útil, serio y sostenido".
Reemplazó a Rodríguez en 1930 el exministro de Justicia y del Interior Enrique Bermúdez de la Paz, con el que Morla se entendió de inmediato y con quien tuvo una relación cordial. En el informe que elaboró Bermúdez antes de abandonar España calificaba a Morla de "funcionario competente, trabajador, inteligente, cumplidor de su deber", además de "diplomático distinguido y culto". Con Arturo Alessandri de nuevo en la presidencia, Morla Lynch tenía esperanzas de poder reemplazar en el cargo a Bermúdez, pero el nombrado fue Aurelio Núñez Morgado, quien se hizo cargo de la embajada a comienzos de 1935. Núñez Morgado era senador por Tarapacá y Antofagasta en representación del Partido Radical Socialista, del que había sido uno de los fundadores en 1931 y, según el historiador Ricardo Donoso (1896-1985), con este nombramiento Alessandri "se libraba así de un adversario peligroso, alejaba del territorio a uno de sus cómplices en la conspiración de 1932 y le abría las puertas del Senado a su propio hijo".
La casa de Morla Lynch se había convertido, prácticamente desde su llegada a Madrid, en lugar de reunión de los escritores españoles de la época. Por el famoso salón atendido por él y su esposa Bebé pasaron los que más tarde serían incluidos en la Generación del 27, como Rafael Alberti, Manuel Altolaguirre, Vicente Aleixandre, Luis Cernuda, Federico García Lorca, Jorge Guillén o Pedro Salinas, además de otros como Salvador de Madariaga, Eugenio d'Ors o Luis Salinas.
De todos ellos, fue con García Lorca con quien Carlos Morla mantuvo una relación más profunda. El poeta granadino solía visitarlo casi a diario: normalmente llegaba a eso de las nueve de la noche y deleitaba a los concurrentes tocando la guitarra o el piano, instrumento este último en el que a veces lo acompañaba el anfitrión. Además de españoles, visitaron la famosa casa por sus tertulias literarias ubicada en el barrio de Salamanca, "en alto frente al Retiro", importantes poetas compatriotas de Morla, como Vicente Huidobro, Gabriela Mistral o Juvencio Valle; además, Pablo Neruda llegó en 1934 a trabajar a la embajada. A este piso se habían mudado los Morla en 1932 desde otro en la calle Velázquez que ocupaban desde que llegaron en 1928.
El pintor Roberto Matta le contó al novelista Jorge Edwards algunas primeras impresiones de ese hogar: «Antes de la guerra estaba alojado en Madrid en la casa de Carlos Morla, que era tío mío. Una tarde llegó un señor de cara ancha, saludó a todo el mundo, diciendo toda clase de chistes, y se puso a tocar el piano. Yo quedé estupefacto. Venía llegando de Chile a mis diecinueve años, era un perfecto idiota y no sabía que existía gente así. Ese señor era Federico García Lorca. Después me presentaron a otro señor y me dijeron que era el cónsul de Chile. A este señor no lo invitaban a quedarse a cenar. ¿Por qué? Porque se vestía mal, qué sé yo... Este otro señor era Pablo Neruda...»
Cuando estalló la guerra civil española, el embajador Núñez Morgado (1885-1951), "franquista pregonado" en palabras de Andrés Trapiello, abrió las puertas de la sede diplomática a los falangistas, política que siguió Morla cuando, en abril de 1937, se convirtió en encargado de Negocios después de que Núñez abandonara el país. Núñez publicó en Buenos Aires, en 1941, Los sucesos de España vistos por un diplomático, obra en la que responsabiliza de la guerra a los republicanos.
Morla, como su exjefe, simpatizaba con los falangistas, como también con los nazis, esto último compartido con otros diplomáticos de Chile de la época, como el embajador en Berlín Tobías Barros Ortiz o el cónsul en Praga Gonzalo Montt Rivas.
El caso del poeta pastor

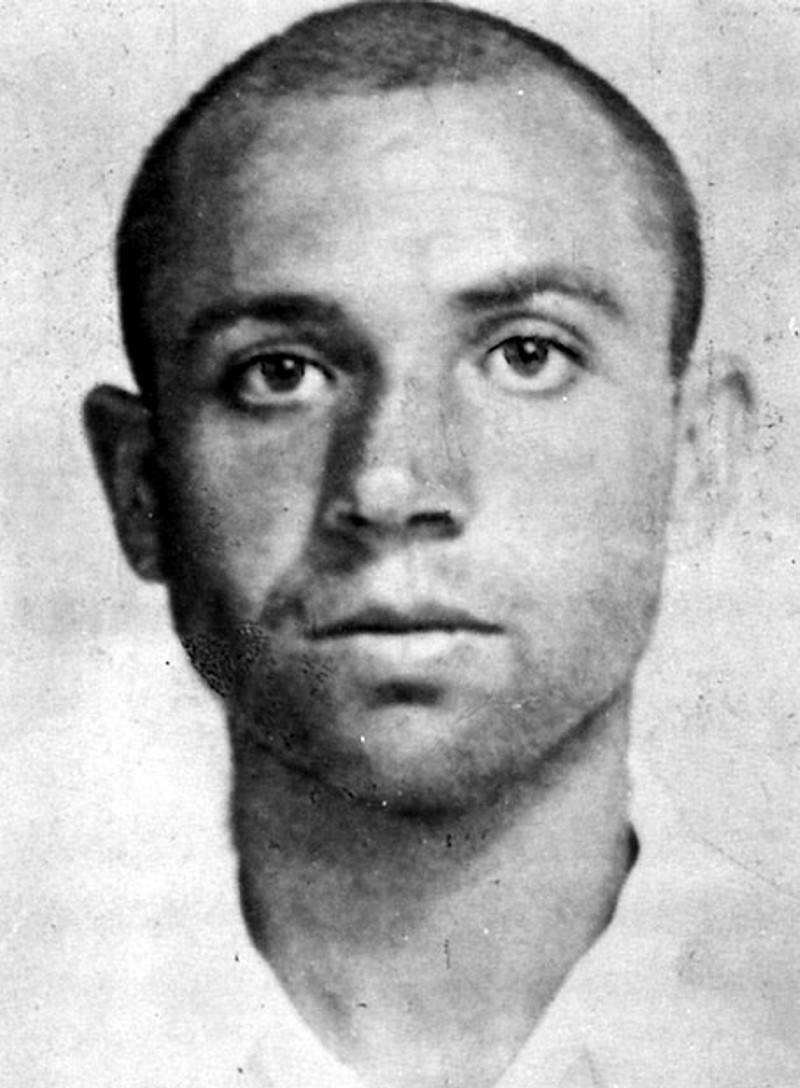
Miguel Hernández, 1939

El poeta Miguel Hernández, republicano, pereció en la cárcel, después de ser apresado por segunda vez por los franquistas, que ganaron la guerra. Antes, Hernández —el poeta pastor, como lo llamaba peyorativamente Morla considerándolo un personaje excéntrico— contactó al menos en dos oportunidades a los jefes de la misión diplomática chilena, la primera, cuando Morla Lynch estaba al frente de la embajada.
Neruda acusó a Morla Lynch de haberle negado el asilo a Hernández, algo que el diplomático siempre negó (cuando decenios más tarde Morla sería nombrado embajador en Madrid, el futuro Premio Nobel escribió una furiosa carta pública acusatoria, recriminándole, además, su amistad con los nazis). Aparentemente, cuando Hernández se entrevistó con Morla a principios de marzo de 1939 acompañado de Juvencio Valle, el poeta español no pidió directamente el asilo, aunque el motivo de su visita no ha quedado del todo claro y las explicaciones del encargado de Negocios de la época resultan en algunos puntos contradictorias, como ha mostrado en su detallado análisis el pintor y escritor Ramón Fernández Palmeral. Hernández volvió a entrevistarse con el jefe de la misión chilena en septiembre, cuando Morla ya había abandonado España, y el embajador era Germán Vergara Donoso. El poeta y dramaturgo Antonio Aparicio, que se encontraba asilado en la sede chilena cuando Hernández realizó su nuevo intento de salir del país, acusa a Vergara de haberle negado a este el asilo. Según Aparicio, fue con Hernández al despacho del embajador y le propuso que agregara a su amigo a la lista de 17 republicanos que había en la sede diplomática, pero Vergara rechazó la sugerencia porque la nómina de los asilados obraba oficialmente en poder del Ministerio de Asuntos Exteriores —lo que era verdad: la habían entregado el 20 de abril— y no era posible aumentarla; más aún, "cualquier intento de burlar la vigilancia policial significaría un riesgo para la suerte de aquellos a quienes se había reconocido y respetado el derecho de asilo". María Gracia Ifac, autora de dos libros sobre Hernández, sostiene que este se entrevistó con Vergara en el Hotel Palace; pero si esto sucedió y si es verdad que el mismo poeta rechazó un ofrecimiento de asilo, no queda claro entonces a qué fue Hernández a ver al embajador. Sea como fuere, después de que el poeta volviera a caer preso, Vergara lo ayudó en lo que pudo en la cárcel, a donde lo visitó, y a su familia.
Jorge Edwards recoge la acusación de Neruda en sus memorias Adiós, poeta en el capítulo sobre la embajada de Chile en París, a donde fue destinado en 1962 cuando Carlos Morla estaba al frente de la misión diplomática. Morla, que una vez mencionó delante de Edwards a Neruda exclamando "¡Qué hombre más malo!", respondía a su acusación que "las tropas de Franco, desde el momento de su entrada en Madrid, habían rodeado las misiones diplomáticas extranjeras y habían impedido que se ejerciera el asilo, derecho que el gobierno de los nacionales negaba formalmente", que Hernández había conseguido "refugiarse en la legación chilena en los primeros días, pero volvió a salir, con la idea de reincorporarse al ejército republicano" y que más tarde, al intentarlo nuevamente, se encontró con la embajada "rodeada por milicias nacionalistas y ya no pudo cruzar esa barrera". Aunque Edwards reconoce que "las acusaciones de Neruda estaban cargadas, sin duda, de apasionamiento humano e ideológico", concluye que "solo la historia, después de examinar las terribles circunstancias, podrá entregar un juicio definitivo. Miguel Hernández frecuentaba los salones y la mesa de los Morla, decía Neruda, cuando era bien visto tenerlo allí, pero después ellos no movieron un solo dedo para salvarlo. Uno, después de escuchar diversos testimonios, se queda con la impresión de que la solidaridad de Morla fue en realidad mucho mayor, más activa y beligerante con esos dos mil aristócratas que poblaron hasta las terrazas de la legación de Chile y de sus dependencias, ampliadas especialmente para este efecto, que con el poeta de Orihuela y sus amigos, pero quién sabe".

### Otras destinaciones, jubilación y muerte
De Madrid Morla Lynch fue destinado a Berlín, donde en 1939 fue testigo del éxito de su compatriota, la cantante Rosita Serrano y, naturalmente, asistió a la recepción que le dio la embajada. El 1 de septiembre de ese año estuvo en el Reichstag, donde Hitler, rodeado de sus ministros, anunció al cuerpo diplomático la invasión de Polonia, que significó el comienzo de la Segunda Guerra Mundial; Morla Lych dejó testimonio de estos y muchos otros episodios en sus escritos.
Después de Alemania pasó a Suiza, concretamente a Berna (1940-1947); en sus informes al Ministerio de Exteriores, Morla Lynch trasluce su simpatía por el régimen nazi; así, define a la "comunidad nacional-socialista" como un "monumento de justicia social y claridad espiritual". Morla Lynch también tuvo a su cargo la representación de Chile en Suecia (1947) y los Países Bajos (1950). Después de jubilar permaneció en Europa; residió en París donde continuó su tertulias diarias en las mesas del café Le Gran Corona, en la Place de l'Alma.
En 1959, su amigo el presidente Jorge Alessandri lo nombró embajador en Francia, restituyéndolo en el servicio diplomático. Fue allí, en la embajada de París, que el escritor Jorge Edwards coincidió con Morla; así lo describe en Adiós, poeta...: "El embajador era Carlos Morla Lynch, diplomático viejo y de la vieja escuela, de quien había escuchado hablar mucho desde la época de mi adolescencia zapallarina. Morla se había jubilado hacía años y había colocado sus ahorros, al igual que muchos otros miembros de la colonia chilena residente, en manos de un señor Polanco, que les pagaba intereses mejores que los corrientes. Todos estaban felices de la vida con Polanco, quien además les ofrecía fiestas suntuosas en su palacete de los alrededores de París, hasta que el hombre, un buen día, se declaró en bancarrota y se hizo humo, con las consecuencias imaginables para su clientela, los sucesores directos de esos «trasplantados» de los que habla Alberto Blest Gana en su novela de comienzos de siglo". Edwards recuerda a Morla Lynch con sus "ojos claros, azulinos, enteramente húmedos" llamando a sus "perros pekineses para darles terrones de azúcar"; y también los personajes que lo visitaban: "por mediación suya, en los corredores oscuros y en los salones entonces descascarados de esa embajada, me encontré a boca de jarro con personajes de la España anterior a la guerra que se habían convertido en leyenda: las hermanas de Federico, el poeta Jorge Guillén, don Jaime de Borbón, que había perdido sus derechos hereditarios al trono de España por causa de su sordomudez y que llegó a visitar a Morla en compañía de numerosos miembros de su familia".
Cuando Alessandri dejó la presidencia a fines de 1964, Morla Lynch volvió a su estado de jubilado, y se instaló en Madrid, "la ciudad que lo fue todo para él" (como dice Andrés Trapiello en el prólogo a la edición española de 2010 de Informes diplomáticos). Falleció el 15 de enero de 1969 en la capital española, donde fue sepultado en el cementerio de San Justo.

## Morla escritor
Desde pequeño, Morla Lynch practicó la escritura, especialmente en forma de diarios, el primero de los cuales comenzó cuando su padre Carlos Morla Vicuña, le regaló para su cumpleaños en Viena "un cuaderno empastado en cuero rojo con el retrato de la princesa Estefanía, hija del rey Leopoldo II de Bélgica, y viuda del archiduque Rodolfo de Austria. Le encargó que, cada noche, antes de dormir, escribiera en él sus impresiones, pensamientos, alegrías y penitas". Medio siglo Morla Lynch cumpliría esas instrucciones de su padre, que, en palabras de Roberto Merino, se convertirían en "un hábito, una compañía, un fantasma" y que solo "abandonó cuando la muerte de su hija de nueve años, Colomba, lo sumergió en el abatimiento alcohólico". En España Morla retomó la escritura de sus diarios.
En su juventud, Morla escribió obras de teatro, como La ciega, premiada en el Concurso del Centenario o Se acabó el hogar, que fue interpretada por niños en el Teatro Municipal de Santiago.
Su principal lugar de experimentación escénica era Zapallar, donde la familia veraneaba desde cerca de 1904 y donde su madre, Luisa Lynch, compró la casona que se había construido Manuel Valledor Pinto. El escritor Enrique Lafourcade recuerda que "Carlitos, prodigaba su ingenio. Nunca ácido, siempre oportuno"; además de piezas, escribía versos jocosos sobre los personajes del balneario.
En 1915, Morla Lynch publicó un libro que incluía, además de la primera pieza citada, La senda y El príncipe de las perlas azules.
Pero en lo que sobresalió Morla Lynch fue en los diarios que sirvieron de base tanto a sus crónicas —que escribió a partir de 1917 para La Nación (firmaba con el anagrama Almor) y más tarde, para El Mercurio, en el que "publicó unos 150 artículos entre 1946 y 1958"— como a sus obras más importantes: En España con Federico García Lorca y España sufre (según Andrés Trapiello, "uno de los libros más subyugantes referidos a la Guerra Civil española [...] documento único [...] imprescindible para conocer la vida, las intrigas, calamidades y miserias políticas, militares y diplomáticas de la guerra en Madrid"). Sin embargo, Morla Lynch nunca intentó una carrera literaria pues, en palabras de Merino, "lo que atraía su interés y lo instaba a escribir era el simple hecho de ser un testigo del paso del tiempo".

## Morla músico
La música formó parte de su niñez y muy joven mostró talento para el piano y la composición. Era su vocación, y cuando Luisa Lynch, que se había instalado con sus hijos en París después de que Carlos Morla Vicuña falleciera en Estados Unidos, decidió regresar a Chile, el adolescente Morla Lynch quiso quedarse en Francia estudiando música, pero no lo logró debido a la oposición de su madre.
Más tarde, cuando fue destinado como diplomático a París, conoció al compositor chileno Domingo Santa Cruz, que se casó con su hermana menor Wanda en 1922 en esa ciudad; allí trabó amistad con Darius Milhaud y otros miembros del Grupo de los Seis, así como con Rubinshtein; en España se haría amigo deAcario Cotapos, quien le dio clases de armonía.
Bebé Vicuña, esposa del diplomático, tenía buena voz y solía cantar para los asistentes al salón de Morla Lynch, particularmente los poemas que este musicalizaba. Antes de llegar a España, Morla había escrito unas canciones dedicadas a Colomba, la hija que falleció en París el 8 de agosto de 1928.
La edición de 2008 de En España con Federico García Lorca recoge 16 musicalizaciones de Morla Lynch. José C. Cárdenas da, en un artículo, la lista de estas por orden de aparición en el libro. Las tres primeras, de García Lorca, son del poemario Canciones 1921-1924: 1. «Despedida» 2. «Cazador»  3. «Canción tonta». La cuarta, «Ausencia», es del poema de Manuel Altolaguirre; le siguen «Estoy cansado» (Luis Cernuda, libro Un río, un amor), «El aviador» (Rafael Alberti de Marinero en tierra), «La muerte» (Juan Ramón Jiménez, del volumen homónimo), «Canción del jinete (Andaluza)» (García Lorca, sección «Canciones andaluzas» de Canciones 1921-1924), «Murió al amanecer (Gráfico de la Petenera)» (García Lorca, Poemas del cante jondo, «Camino» (García Lorca, Libro de Poemas), «Paso (Poema de la saeta)» (García Lorca, Poemas del cante jondo), «Diligencia» (Fernando Villalón, Romances del 800), «Dolorosa» (Gerardo Diego, Vía Crucis), «El herido» (Alberti, Marinero en tierra), «Enamorado de nadie» (Serafín Fernández Ferro) y
«La muerte con lluvia» (Pablo Neruda).

## Vida privada
Morla Lynch se casó en 1912 con María Manuela Vicuña Herboso, más conocida como Bebé Vicuña (1892-1961), hija de Ramón Vicuña Subercaseaux y Manuela Herboso España. La pareja tuvo tres hijos: Carlos (1913-1982), que sería médico, Verónica y Colomba, ambas fallecidas en la niñez, la primera a los 4 años, en Santiago y la segunda en París, el 8 de agosto de 1928, en vísperas del nombramiento de Morla en España. El matrimonio se quebró definitivamente en Francia, aunque nunca se separaron; al respecto señala Andrés Trapiello: 
"Será difícil saber si fue la muerte de esas hijas la que rompió su matrimonio con Bebé Vicuña o si, por el contrario, ese quebranto venía de atrás. En todo caso, Morla y Bebé nunca volvieron a compartir dormitorio aunque jamás dejaron de vivir bien avenidos bajo el mismo techo. Cabe sospechar también que en el distanciamiento de la pareja influyera el entusiasmo manifiesto que despertaba en Morla la camaradería viril con cuantos jóvenes limpiabotas, barmans y maletillas salían a su encuentro por la Plaza Mayor y la Puerta del Sol y, sin duda, su repertoriado visiteo a tascas, bares y coctelerías. En cualquier caso, la afición a los guapos garzones le franqueó las puertas del muy clandestino club del que eran socios Lorca, Cernuda y otros artistas del 27".
En España Morla se convirtió en amigo íntimo de García Lorca, aunque eran muy diferentes, como señala Trapiello, quien cree que lo que los pudo haber unido es la homosexualidad: «No sabemos exactamente la razón por la que hombres tan disparejos intimaron hasta ese punto. ¿El amor a los bellos, como Sócrates? Puede ser. El diario de Morla no lo aclara, porque no es un diario íntimo. No habla nunca de su intimidad más que dando rodeos».
Luis Cernuda, en una carta a Morla, le hacía celestino de unos celos rabiosos por Serafín, el amante del poeta, que le inspiró Los placeres prohibidos y a quien dedicó «Como leve sonido». Morla Lynch lo llamaba niño y lo describe así: "Pienso nuevamente, mientras lo observo, en la bonanza que significa en este mundo poseer lo que yo llamo una fisonomía favorable. El chico la tiene en grado sumo, chispeante, simpática y agraciada. Pequeño de estatura, pero proporcionado, de cabellera ondulada y de tez ligeramente broncínea, tiene esa expresión, entre risueña y dolorida, propia de los adolescentes que acaban de atravesar por una infancia triste. No es un muchacho todavía, pero ya es algo más que un chiquillo: un Juan Bautista de la época en que Jesús era niño… Me conmueve en él esa tristeza indefinida que contrasta con su extremada juventud".
Según Antonio Rivero Taravillo, en las cartas de Cernuda destruidas por las nietas de Morla, entre las que figuraba la de los celos a las que hace mención Trapiello, habría habido "datos de la relación con el joven coruñés y confidencias que podrían demostrar no ya un triángulo, sino todo un polígono amoroso tejido alrededor de Serafín, del que también formarían parte el propio Morla, Lorca, Blanco-Amor y, quizá, Guerra da Cal".
El novelista Antonio Muñoz Molina, al describir a Morla como diarista, se refiere de pasada a esta posible faceta del diplomático: "Era, sin duda, el autor de diario ideal: por su profesión se movía en los salones del poder y de la celebridad, pero tenía también una querencia por los barrios populares, los teatros de variedades, las plazas de toros, los barracones de feria, las tabernas en las que trababa amistades entre románticas y mercantiles con limpiabotas y camareros muy jóvenes". Y el escritor gai Luis Antonio de Villena comenta a propósito de la reedición de En España con Federico García Lorca: "Hay también muchos nombres que al lector no especialista le dirán menos (Rafael Martínez –al que nunca pone su segundo apellido, Nadal. El capitán Iglesias, notorio aviador republicano o el crítico musical Adolfo Salazar) curiosamente todos homosexuales, tema nunca explícito pero que al conocedor no le pasará desadvertido en unas páginas cuyo principal protagonista lo era…"

## Obras
- Escenas, 1910
- Teatro, imprenta La Ilustración, Santiago, 1915. Incluye La senda, El príncipe de las perlas azules y La ciega, pieza esta última premiada en el Concurso del Centenario[1]
- El año del Centenario, Casa Editorial Minerva, Santiago, 1921
- Memoria presentada al Gobierno de Chile correspondiente a mi labor al frente de nuestra embajada en Madrid durante la Guerra Civil, 1937, 1938, 1939; Hans Winter. Buchdruckerei, Berlín 3, 1939
- Canto y poesía española
- En España con Federico García Lorca. Conversaciones y memorias, Madrid, Aguilar, 1957
- Informes diplomáticos sobre la guerra civil española, se trata de una reedición de la Memoria... de 1939; RIL Editores / ADICA (Asociación de Funcionarios Diplomáticos de Carrera), Santiago de Chile, 2003
- España sufre. Diarios de guerra en el Madrid republicano, 1936-1939, con prólogo de Andrés Trapiello; Renacimiento, Sevilla, 2008
- En España con Federico García Lorca. Páginas de un diario íntimo, 1929-1936, con prólogo de Sergio Macías Brevis; 2ª edición revisada, Renacimiento, Sevilla, 2008
- Informes diplomáticos y diarios de la guerra civil, con prólogo de Andrés Trapiello; Ediciones Espuela de Plata, Sevilla, 2010. Contiene tres textos: 
  - Memoria presentada al Gobierno de Chile correspondiente a la labor realizada al frente de la embajada de Madrid durante la Guerra Civil 1937-1939; Diario 30 de marzo a 5 de mayo de 1939; y Diario 1937-1939, escrito por su hijo Carlos Morla Vicuña Herboso
- Desde la vereda de la historia. Crónicas de Carlos Morla Lynch, 1917-1958, compilación realizada por Cecilia García-Huidobro con prólogo de Roberto Merino, Catalonia, Santiago, 2013